# エマ・サンディーズ
エマ・サンディーズ、エマ・サンズ（Emma Sandys [sændz]、本名:Mary Ann Emma Sands、1843年 - 1877年11月）はイングランドの画家である。兄のフレデリック・サンズとともに、ラファエル前派の画家の一人として活動した。

## 略歴
ノリッジで生まれた。父親のアンソニー・サンズ(Anthony Sands:1806–1883)は画家であった。兄のフレデリック・サンズ(Frederick Sandys [sændz]:1829-1904)も画家になり、ラファエル前派の画家、ダンテ・ゲイブリエル・ロセッティの親しい友人であった。兄弟は姓を"Sands"から"Sandys"に改めて活動し、エマ・サンディーズは父親や兄、ロセッティらから影響を受けた。
サンディースが初めて展覧会に出展したのは1863年で、1867年から1874年の間、ロンドンやノリッジの展覧会に出展した。ノリッジやロンドンの兄のスタジオで作品を制作し、油彩やパステルを使って若い女性や子供の人物画を描いた。しばしば描かれた女性は中世の衣装をまとい、鮮やかな花に囲まれているというスタイルの作品であった。
1877年に34歳でノリッジで死去した。

## 作品

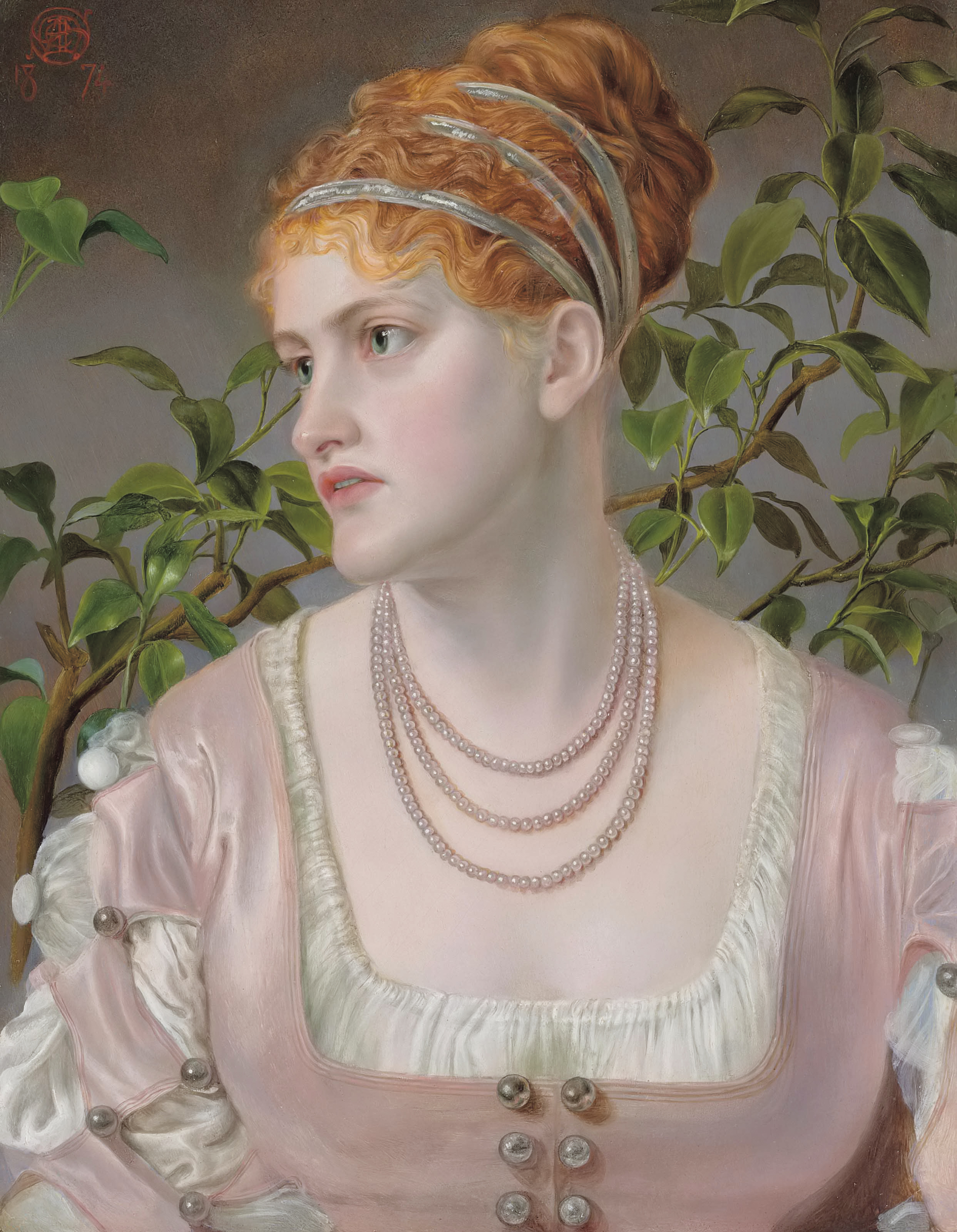
Mary Emma Jones-女優、兄の愛人
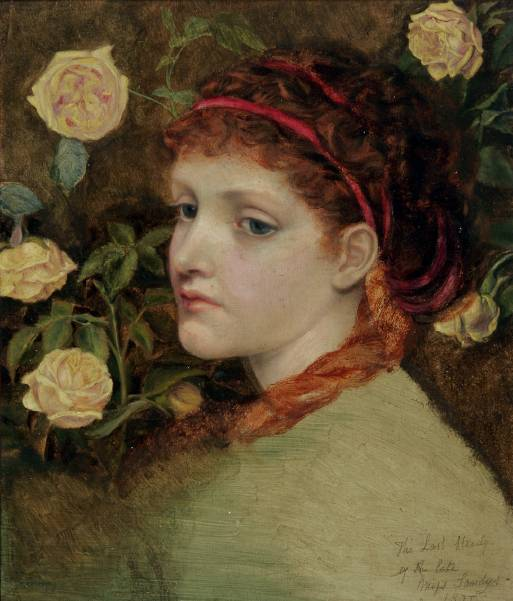
習作 (c.1865)
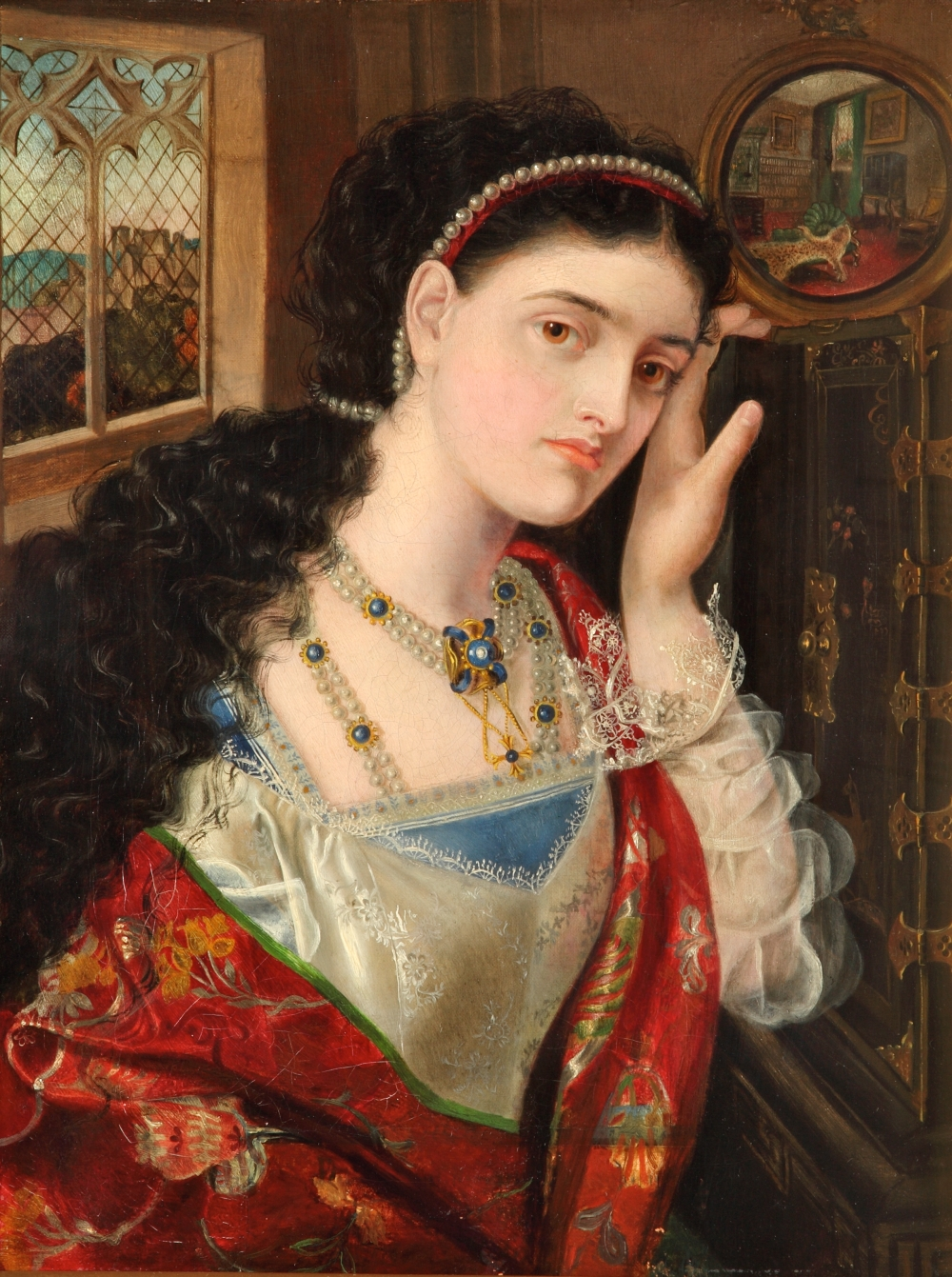
Viola (c.1865)
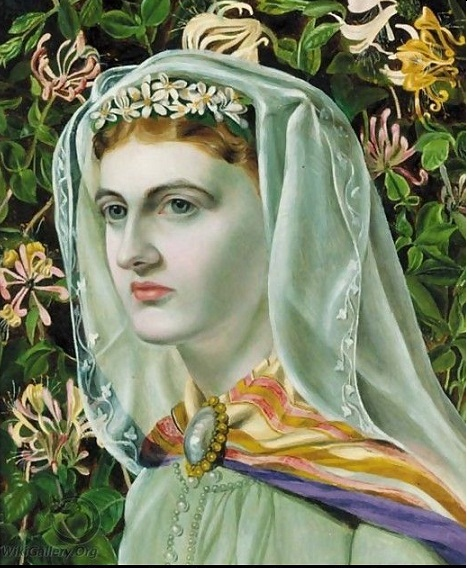
中世の美女 (c.1875)